# ルーカス・エステラ・ペリ
ルーカス・ペリ（Lucas Perri）ことルーカス・エステラ・ペリ（ポルトガル語: Lucas Estella Perri、1997年12月10日 - ）は、ブラジル・サンパウロ出身のサッカー選手。プレミアリーグ・リーズ・ユナイテッドFC所属。ポジションはGK。

## クラブ経歴
2013年にAAポンチ・プレッタの下部組織からサンパウロFCの下部組織に移った。2017年6月にはトップチームのカンピオナート・ブラジレイロ・セリエAでベンチ入りを果たしたが出場は無かった。
2019年1月、プレミアリーグのクリスタル・パレスFCに買取オプションつきで半年の期限付き移籍。夏に加入したばかりであったビセンテ・グアイタ、さらにウェイン・ヘネシーも負傷していた中で加入したが出場機会はなく期限付き移籍が満了となった。
同年12月にサンパウロでトップチームデビューを果たした。
2022年5月にナウチコに期限付き移籍すると、ほぼ全ての試合（44試合）に出場した。
同年8月にボタフォゴに移籍すると、加入当初はガティート・フェルナンデスの控えとしての補強だったが、ガティートが怪我したことで出場機会を得ると67試合に出場して31回のクリーンシートを達成してブラジル代表にも召集された。
2024年1月6日、ボタフォゴのチームメイトのDFアドリエウソンと共にリーグ・アンのオリンピック・リヨンに3,250万€で移籍した。また、将来的にリヨンから移籍した場合にはその移籍金の50%をボタフォゴが受け取ることが契約に盛り込まれた。
2025年7月24日、リーズ・ユナイテッドFCへ完全移籍することが発表された。

## 代表経歴
ブラジルのアンダー代表での出場歴がある。2017年にはU-20代表として南米ユース選手権、2019年にはU-23代表として第47回トゥーロン国際大会に参加した。
2023年9月からは2026 FIFAワールドカップ・南米予選に向けたA代表のメンバーに初選出されたが、いずれの試合も控えとしてベンチに座り、A代表デビューとはならなかった。